# Batalha de Márdia
A Batalha de Márdia (em latim: Mardia), também chamada Batalha do Campo Mardiense (em latim: Campus Mardiensis) ou Campo Ardiense (em latim: Campus Ardiensis), foi travada entre as forças dos imperadores Constantino (r. 306–337) e Licínio (r. 308–324) no fim de 316 ou início de 317, talvez na moderna Harmanli, na Bulgária. A série de conflitos entre os augustos Constantino e Licínio ocasionou o fim do sistema de governo denominado Tetrarquia, estabelecido por Diocleciano em 293, e o restauro de um governante único no Império Romano.
A batalha teria ocorrido no rescaldo da Batalha de Cíbalas, provavelmente provocada pela tentativa de nomeação de Bassiano como César da Itália por Constantino, e acabaria como uma derrota, embora não decisiva, de Licínio. Essa nova vitória permitiu que Constantino exigisse nas negociações resultantes vários dos territórios europeus controlados por seu rival, bem como que ele fosse reconhecido como um monarca superior a Licínio. Três dos filhos deles seriam nomeados Césares e ambos tornar-se-iam cônsules.

## Antecedentes
Após a derrota de Magêncio (r. 306–312) na Batalha da Ponte Mílvia em 312 contra as tropas de Constantino, e a derrota de Maximino Daia (r. 305–313) em Tarso em 313 contra as tropas de Licínio, o Império Romano dividiu-se em duas porções, cada qual controlada por um dos vencedores. Durante a guerra de Licínio contra Maximino, Licínio e Constantino eram aliados, mas quando tornaram-se governantes únicos a situação deteriorou-se.
Talvez devido à nomeação do senador Bassiano, esposo de Anastácia, a meio-irmã de Constantino, como César, lutaram na Batalha de Cíbalas em 8 de outubro de 314 ou 316, na qual Constantino saiu vitorioso. Licínio fugiu para Sirmio e então Adrianópolis (atual Edirne), onde agrupou um segundo exército com ajuda do duque Valério Valente, que seria elevado à posição de Augusto. Simultaneamente, Licínio tentou negociar a paz, mas Constantino, confiante por sua vitória, insultou-o pela nomeação de Valente e rejeitou a oferta.
Entretanto, Constantino conquistou o importante centro de Sirmio e decidiu reconstruir a ponte sobre o rio Sava que seu rival havia destruído para atrasar sua marcha. Ele moveu-se através da cordilheira dos Bálcãs e estabeleceu sua base em Filipos ou Filipópolis; outros autores sugerem que a base teria sido estabelecida a sudoeste de Adrianópolis, na bacia do rio Arda (antigo Harpesso). Dali ele marchou com a maior parte de seus soldados contra seu rival na Trácia e chegou à planície em frente a Márdia (por vezes identificada com Harmanli, na Bulgária).

## Batalha

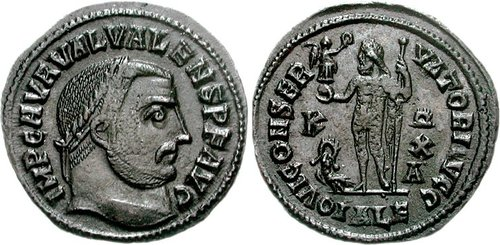
Fólis de Alexandria com efígie de Valério Valente r.. Ca. 316/317

Na noite em que chegou ao local da batalha, Constantino deslocou suas tropas e ordenou aos soldados que se preparassem para lutar na madrugada do dia seguinte. Quando Licínio o viu agrupando seus homens, trouxe o exército do acampamento e o alinhou também. Durante o primeiro ataque, mantendo certa distância, fez-se uso dos arqueiros, e em seguida, esgotadas as flechas, lutaram corpo a corpo com lanças, espadas e adagas.
Constantino ganhou a batalha, apesar do equilíbrio (segundo Zósimo a batalha estava muito equilibrada até que, dado o sinal, ambos os exércitos se retiraram), ordenando que um grupo de 5 000 soldados (que tinha sido anteriormente enviados para seguir os movimentos de Licínio) conquistasse uma colina próxima; no momento apropriado esses homens atacaram por trás das tropas de Licínio, causando pesadas baixas ao inimigo. O exército de Licínio conseguiu evitar um desastre, organizando-se em duas frentes e continuou a lutar até a chegada da noite, quando pôde romper ordenadamente pelo inimigo e se refugiar nas montanhas. Aparentemente houve muitos mortos em ambos os lados.

## Rescaldo

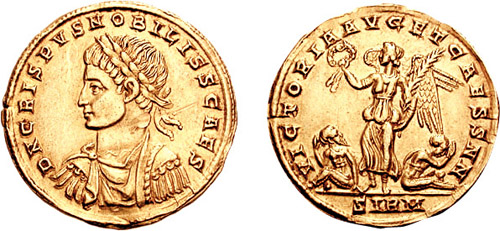
Soldo de Crispo r. emitido em Sirmio para celebrar a vitória de Constantino sobre os godos em 323

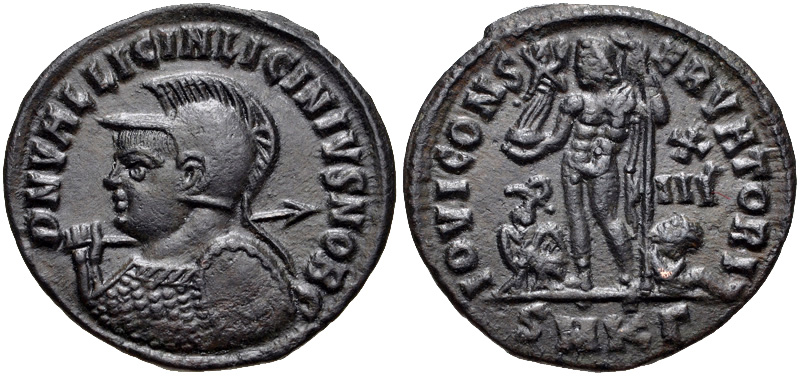
Fólis de r. emitido em Cízico ca. 321-324

Licínio dirigiu-se com suas tropas para norte em direção a Beroia/Augusta Trajana (atual Stara Zagora). Constantino, pensando que ele fugiria para Bizâncio de modo a retirar-se para a Ásia, dirigiu-se nesta direção, ficando numa posição vulnerável devido às forças de Licínio ficarem entre si as suas linhas de comunicação com o Ocidente. Apesar disso, ambos tinham motivos para acordarem a paz, em especial Licínio, que ainda não se recuperou da derrota. Licínio enviou o emissário Mestriano para negociar, mas atrasou as discussões até ter certeza que era incerto o retorno das hostilidades; a possível razão para o início das negociações podem ter sido as notícias da captura de sua bagagem e comitiva imperial em um ataque inimigo repentino.
Segundo a paz acordada em Sérdica em 1 de março de 317 (data deliberadamente escolhida por Constantino por ser o aniversário da elevação de seu pai), Licínio reconheceu Constantino como seu superior no governo, cedeu a ele todos os territórios europeus orientais, exceto a Trácia, e depôs e executou seu coimperador Valério Valente (r. 316–317). Constantino e Licínio foram nomeados cônsules e Crispo (r. 317–326) e Constantino II (r. 317–340), os filhos de Constantino, bem como Licínio II (r. 317–324), filho de Licínio, foram nomeados Césares.